# Gmina Janów Lubelski
Die Gmina Janów Lubelski ist eine Stadt-und-Land-Gemeinde im Janów Lubelski der Woiwodschaft Lublin in Polen. Ihr Sitz ist die gleichnamige Stadt mit 12.000 Einwohnern.

## Geschichte
Die Gmina gehörte 1975 bis 1998 zur Woiwodschaft Tarnobrzeg.

## Gemeinde
Die Stadt-und-Land-Gemeinde Janów Lubelski umfasst neben der Stadt selbst elf Schulzenämter (sołectwo) und sechs weitere Dörfer (wieś). Auf der Fläche von 178,24 km² leben etwa 16.000 Einwohner. 62 Prozent der Gemeindefläche sind Waldgebiete und 26,5 Prozent werden landwirtschaftlich genutzt.
| Name             | Typ      | Einwohner     |
| ---------------- | -------- | ------------- |
| Janów Lubelski   | Stadt    | 12.007 (2016) |
| Biała I          | sołectwo | 888           |
| Biała II         | sołectwo | 658           |
| Borownica        | sołectwo | 132           |
| Cegielnia        | wieś     | 5             |
| Jonaki           | wieś     | 17            |
| Kiszki           | wieś     | 161           |
| Kopce            | wieś     | 28            |
| Łążek Garncarski | wieś     | 146           |
| Łążek Ordynacki  | sołectwo | 388           |
| Momoty Dolne     | sołectwo | 259           |
| Momoty Górne     | sołectwo | 398           |
| Pikule           | sołectwo | 33            |
| Ruda             | sołectwo | 458           |
| Szewce           | wieś     | 68            |
| Szklarnia        | sołectwo | 59            |
| Ujście           | sołectwo | 150           |
| Zofianka Górna   | sołectwo | 494           |